# Jeseter bílý
Jeseter bílý (Acipenser transmontanus; Richardson, 1836) je největší sladkovodní rybou Severní Ameriky.

## Popis
Tělo je mohutné, bez šupin. Místo nich má na těle pět řad kostěných štítků. Na hřbetě je v řadě 11-14 štítků, na boku 38-48 a na břiše 9-12 štítků. Hřbet je šedý až olivově zelený. Bezzubá ústa jsou opatřena 4 vousky. Dorůstá délky až 610 cm a hmotnosti 680 kg. Dožívá se i více než 100 let.

## Výskyt
Obývá spodní, pomalu tekoucí části velkých toků, včetně zálivů a brakických vod pacifického pobřeží Severní Ameriky.

## Potrava
Jeho strava je značně variabilní. Živí se mrtvými rybami, mihulemi a jinými rybami, korýši a měkkýši.

## Rozmnožování
Na začátku léta se jeseteři shromažďují ke tření v místech se štěrkovým dnem. Samice naklade až 100 000 hnědých jiker, které se lepí na dno. K líhnutí potěru dochází přibližně po týdnu.